# Роб Ренсенбрінк
Пітер Роберт «Роб» Ренсенбрінк (нід. Rob Rensenbrink, МФА: [ˈpi.tər ˈroː.bərt (ˈrɔp) ˈrɛn.sə(n).ˌbrɪŋk]; 3 липня 1947, Амстердам — 24 січня 2020, там само) — нідерландський футболіст, фланговий півзахисник.
Насамперед відомий виступами за бельгійський «Андерлехт», а також національну збірну Нідерландів.
Дворазовий чемпіон Бельгії. П'ятиразовий володар Кубка Бельгії. Дворазовий володар Кубка Кубків УЄФА. Дворазовий володар Суперкубка УЄФА. Включений до переліку «125 найкращих футболістів світу» (відомого як «ФІФА 100»), складеного у 2004 році на прохання ФІФА до сторіччя цієї організації легендарним Пеле.

## Клубна кар'єра
Вихованець футбольної школи клубу ДВС.
У дорослому футболі дебютував 1969 року виступами за команду клубу «Брюгге», в якій провів два сезони, взявши участь у 55 матчах чемпіонату.
Своєю грою за цю команду привернув увагу представників тренерського штабу клубу «Андерлехт», до складу якого приєднався 1971 року. Відіграв за команду з Андерлехта наступні дев'ять сезонів своєї ігрової кар'єри. Більшість часу, проведеного у складі «Андерлехта», був основним гравцем команди. У складі «Андерлехта» був одним з головних бомбардирів команди, маючи середню результативність на рівні 0,55 голу за гру першості. За цей час двічі виборював титул чемпіона Бельгії, ставав володарем Кубка Кубків УЄФА (також двічі), володарем Суперкубка УЄФА (двічі).
Протягом 1980 року захищав кольори команди американського клубу «Портленд Тімберз».
Завершив професійну ігрову кар'єру у Франції, в клубі «Тулуза», за команду якого виступав протягом 1981—1982 років.

## Виступи за збірну
1968 року дебютував в офіційних матчах у складі національної збірної Нідерландів. Протягом кар'єри у національній команді, яка тривала 12 років, провів у формі головної команди країни 49 матчів, забивши 14 голів.
У складі збірної був учасником чемпіонату світу 1974 року у ФРН, де разом з командою здобув «срібло», чемпіонату Європи 1976 року в Італії, на якому команда здобула бронзові нагороди, чемпіонату світу 1978 року в Аргентині, де разом з командою здобув «срібло».

## Титули і досягнення

### Командні
- Чемпіон Бельгії (2):

«Андерлехт»: 1971-72, 1973-74
- Володар Кубка Бельгії (5):

«Андерлехт»: 1969-70, 1971-72, 1972-73, 1974-75, 1975-76
- Володар Кубка бельгійської ліги (2):

«Андерлехт»: 1973, 1974
- Володар Кубка Кубків УЄФА (2):

«Андерлехт»: 1975-76, 1977-78
- Володар Суперкубка Європи (2):

«Андерлехт»: 1976, 1978
- Віце-чемпіон світу: 1974, 1978

### Особисті
- Золотий м'яч :
  -  Срібний м'яч: 1976
  -  Бронзовий м'яч: 1978
- Футболіст року в Бельгії (1976)
- ФІФА 100 (125 найкращих гравців світу за версією Пеле)

## Статистика
Статистика клубних виступів:
| Турнір            | ДВС | ДВС | «Брюгге» | «Брюгге» | «Андерлехт» | «Андерлехт» | «Портленд» | «Портленд» | «Тулуза» | «Тулуза» | Всього | Всього |
| Турнір            | І   | Г   | І        | Г        | І           | Г           | І          | Г          | І        | Г        | І      | Г      |
| ----------------- | --- | --- | -------- | -------- | ----------- | ----------- | ---------- | ---------- | -------- | -------- | ------ | ------ |
| Кубок чемпіонів   | —   | —   | —        | —        | 10          | 7           | —          | —          | —        | —        | 10     | 7      |
| Кубок кубків      | —   | —   | 6        | 2        | 29          | 23          | —          | —          | —        | —        | 35     | 25     |
| Кубок УЄФА        | —   | —   | —        | —        | 3           | 0           | —          | —          | —        | —        | 3      | 0      |
| Кубок ярмарків    | 9   | 2   | 4        | 3        | —           | —           | —          | —          | —        | —        | 13     | 5      |
| Суперкубок Європи | —   | —   | —        | —        | 4           | 3           | —          | —          | —        | —        | 4      | 3      |
| Чемпіонат         | 120 | 32  | 55       | 24       | 260         | 143         | 18         | 6          | —        | —        | 453    | 205    |
| Чемпіонат (Д-2)   | —   | —   | —        | —        | —           | —           | —          | —          | 12       | 1        | 12     | 1      |
| Всього            | 129 | 34  | 65       | 29       | 306         | 176         | 18         | 6          | 12       | 1        | 530    | 246    |